# Cizur Menor
Cizur Menor officiellement (Zizur Menor en espagnol ou Zizur Txikia en basque) est un village situé dans la commune de Cendea de Cizur dans la Communauté forale de Navarre, en Espagne. Il est doté du statut de concejo. C'est le village le plus peuplé de la commune, mais il n'abrite pas la mairie de Cendea de Cizur située à Gazólaz.
Cizur Menor est situé dans la zone linguistique mixte de Navarre.
La localité est une halte sur le Camino francés du Chemin de Saint-Jacques-de-Compostelle.

## Géographie
Son altitude est de 459 m ; elle est située à 5 km au sud-sud-ouest de Pampelune.

### Localités limitrophes
| Nord-ouest Pampelune                                                                                   | Nord Pampelune               | Nord-est Pampelune                    |
| Ouest Zizur Mayor                                                                                      |                              | Est Cordovilla (Galar)                |
| Sud-ouest Galar (Galar)                                                                                | Sud Esparza de Galar (Galar) | Sud-est Barbatáin et Esquíroz (Galar) |
| Entre parenthèses sont indiqués les communes dont dépendent les concejos ou autres localités mineures. |                              |                                       |

Zizur Mayor ne faisant plus partie de la commune de Cendea de Cizur depuis 1992, le concejo de Cizur Menor se trouve enclavé entre les communes voisines de Zizur Mayor et de Galar.

## Démographie
| 2000 | 2001 | 2002 | 2003 | 2004 | 2005 | 2006  | 2007  | 2008  | 2009  | 2010  |
| ---- | ---- | ---- | ---- | ---- | ---- | ----- | ----- | ----- | ----- | ----- |
| 672  | 699  | 813  | 844  | 841  | 975  | 1 160 | 1 383 | 1 616 | 1 820 | 2 020 |

## Les Hospitaliers
L'église de San Miguel Arcángel :
Située en dehors du village, l'église de San Miguel Arcángel faisait partie d'un monastère des Hospitaliers de Saint-Jean de Jérusalem qui disposait d’une hospice pour les pèlerins sur le chemin de Saint-Jacques-de-Compostelle.
L'église, d'architecture romane, possède une seule nef voutée en berceau, renforcée par des contreforts. La façade comporte un portail roman, avec un chrisme dans le tympan.
Aujourd'hui les bâtiments abritent toujours un refuge pour les pèlerins, tenu par l'ordre souverain de Malte.

## Patrimoine et culture

### Pèlerinage de Compostelle
Sur le Camino navarro du Pèlerinage de Saint-Jacques-de-Compostelle, on vient de Pampelune ; la prochaine commune traversée est Zizur Mayor.
En 2011, il existait deux hébergements pèlerins : 
- Albergue de Cizur Menor, ouvert de juin à septembre, dans l'Encomienda Sanjuanista, 27 lits, tenue par l'ordre souverain de Malte.
- Albergue Familia Roncal, ouvert toute l'année, au centre du village dans la maison Baraïbar sur le paseo de Lurbeltzeta, 52 lits, privé.

### Patrimoine religieux
- L'église de San Miguel Arcángel
- L’église de San Emeterio et San Celedonio :
L’église paroissiale de San Emeterio et San Celedonio est située au milieu du village. Elle est de style roman du XIIe siècle, bien que tout au long du temps elle ait subi des réparations, comme celle de la tour au XVIIe siècle. Le portail est roman, avec un arc d'un demi-point, et possède également un chrisme dans le tympan.

### Patrimoine civil
Dans le village, se trouve la maison de Echeverria, qui a été modifiée depuis sa construction en 1777.

### Fêtes patronales
Elles coïncident avec les fêtes de la naissance de la Vierge Marie, le premier dimanche de septembre.

## Transports

### Autobus urbains
Cizur Menor est accessible depuis Pampelune avec les bus du réseau de Eskualdeko Hiri Garraioa, alias Villavesa, grâce à une extension de la ligne 1.
À partir de 23 h, la ligne de bus nocturne N1, qui relie toutes les 60 minutes le centre-ville de Pampelune à Zizur Nagusia, passe à proximité de Cizur Menor.

### Sources et bibliographie
- (es) Cet article est partiellement ou en totalité issu de l’article de Wikipédia en espagnol intitulé « Cizur Menor » (voir la liste des auteurs).
- Grégoire, J.-Y. & Laborde-Balen, L., « Le Chemin de Saint-Jacques en Espagne - De Saint-Jean-Pied-de-Port à Compostelle - Guide pratique du pèlerin », Rando Éditions, mars 2006,  (ISBN 2-84182-224-9)
- « Camino de Santiago  St-Jean-Pied-de-Port - Santiago de Compostela », Michelin et Cie, Manufacture Française des Pneumatiques Michelin, Paris, 2009,  (ISBN 978-2-06-714805-5)
- « Le Chemin de Saint-Jacques Carte Routière », Junta de Castilla y León, Editorial Everest